# Lokalbahn Triest–Parenzo
| U.37 1995 als Denkmal in Koper |                         |                                                                    |                                                    |
| Parenzaner Bahn (Parenzana/Porečanka) |                         |                                                                    |                                                    |
| Streckenlänge: | 122,88 km               |                                                                    |                                                    |
| Spurweite: | 760 mm (Bosnische Spur) |                                                                    |                                                    |
| Maximale Neigung: | 31 ‰                    |                                                                    |                                                    |
| Minimaler Radius: | 60 m                    |                                                                    |                                                    |
| Streckengeschwindigkeit: | 35 km/h                 |                                                                    |                                                    |
| |                         |                                                                    |                                                    |
| \| \| -0,8 \| Bahnhof Trieste Campo Marzio – St. Andrea (Campo Marzio) (ab 1906) \| 3 m \| \| \| \| nach Trieste Centrale Scalo (1887-1981) \| \| \| \| 0,0 \| Trieste Campo Marzio Smistamento \| 3 m \| \| \| \| von Jesenice \| \| \| \| \| von Trieste Centrale \| \| \| \| 3,0 \| Triest – Holzhafen (Scalo Legnami) (nach 1918) \| 4 m \| \| \| 3,8 \| Triest – Servola (nach 1918) \| 8 m \| \| \| \| nach Aquilinia \| \| \| \| 7,0 \| Monte Castiglione \| 4 m \| \| \| 8,4 \| Rosandra \| 6 m \| \| \| 8,7 \| Zaule/Žavlje – Val Rosandra \| 7 m \| \| \| 10,5 \| Ospo \| 15 m \| \| \| 10,7 \| Muggia/Milje \| 2 m \| \| \| 12,9 \| heutige Grenze Italien/Slowenien \| heutige Grenze Italien/Slowenien \| \| \| 13,9 \| Spodnje Škofije/Scoffìe di Sotto \| 71 m \| \| \| 16,8 \| Dekani/Villa Decani \| 20 m \| \| \| \| Rižana/Risana \| \| \| \| \| Hafengebiet von Koper \| \| \| \| \| Koper Tovorna \| \| \| \| \| ca. 50 km von/nach Divača \| \| \| \| 17,8 \| Razbremenilnik und Rižana/Risana \| 5 m \| \| \| 19,1 \| Lazzaretto Risano (ab 1909) \| 4 m \| \| \| \| Škocjanski zatok (Vogelschutzsumpfgebiet) \| \| \| \| 22,3 \| Koper Bhf. (neu + hist.) \| 3 m \| \| \| 24,1 \| Semedella \| 2 m \| \| \| 28,2 \| Morar \| 5 m \| \| \| 29,1 \| Izola/Isola d'Istria \| 6 m \| \| \| 31,9 \| Šalet/Saletto – 213,5 m lang[1] \| 64 m \| \| \| 34,4 \| Strunjan/Madonna di Strugnàno \| 7 m \| \| \| 34,6 \| Castrolago \| 7 m \| \| \| 35,4 \| Valeta (Lucan/Monte Luzzan) – 544 m lang[1] \| 54 m \| \| \| 36,6 \| Portorož/Portorose (ab 1904) \| 36 m \| \| \| 36,7 \| Anschluss an Straßenbahn nach Piran/Pirano (keine Gleisverbindung) \| 36 m \| \| \| 37,0 \| alte Steinbrücke \| 45 m \| \| \| 38,2 \| Lucija/Santa Lucia di Portorose \| 3 m \| \| \| 39,5 \| Paderno/San Bortolo di Portorose \| 25 m \| \| \| 42,1 \| Sečovlje/Sicciole \| 5 m \| \| \| 43,5 \| Stara Dragonja \| 5 m \| \| \| 44,5 \| Dragonja, Grenzfluss Slowenien/Kroatien \| 5 m \| \| \| 47,9 \| Savudrija/Salvore \| 101 m \| \| \| , \| projektierter Anschluss von/nach Umag/Umago \| projektierter Anschluss von/nach Umag/Umago \| \| \| 52,1 \| Markovac/Markovaz[2] \| 116 m \| \| \| 53,9 \| Kaldanija/Caldania \| 126 m \| \| \| 58,6 \| Buje/Buie \| 173 m \| \| \| 61,9 \| Triban/Tribano \| 223 m \| \| \| 65,0 \| Villa Romana – 75 m lang \| 277 m \| \| \| 65,1 \| Grožnjan/Grisignana \| 285 m \| \| \| 65,9 \| Grožnjan (Kalcini/Monte Calcini) – 179 m lang \| 293 m \| \| \| 69,8 \| Kostanjica/Castagna \| 252 m \| \| \| 70,0 \| Kostanjica – 88 m lang \| 240 m \| \| \| 72,7 \| Završje/Piemonte d'Istria \| 176 m \| \| \| 72,9 \| Završje I – 35 m lang \| 161 m \| \| \| 73,1 \| Završje II – 28 m lang \| 161 m \| \| \| 73,3 \| Završje-Viadukt – 62 m lang, 20 m hoch \| 176 m \| \| \| 74,6 \| Antonci-Viadukt – 80 m lang, 25 m hoch \| 185 m \| \| \| 76,1 \| Freski-Viadukt – 68,5 m lang, 30 m hoch \| 174 m \| \| \| 77,1 \| Freski – 146 m lang \| 155 m \| \| \| 77,8 \| Oprtalj/Pòrtole d'Istria \| 160 m \| \| \| 78,1 \| Oprtalj-Viadukt – 75 m lang, 25 m hoch \| 158 m \| \| \| 85,1 \| Livade/Bagni San Stefano Levade \| 13 m \| \| \| 87,5 \| Mirna/Quieto \| 13 m \| \| \| 89,7 \| Motovun/Montona \| 114 m \| \| \| 90,0 \| Motovun – 222 m lang \| 120 m \| \| \| 94,1 \| Karojba/Caroiba \| 194 m \| \| \| \| \| \| \| \| , \| proj. Anschluss von/nach Pazin/Pisino (Mitterburg) \| proj. Anschluss von/nach Pazin/Pisino (Mitterburg) \| \| \| 94,2 \| Kvar-Viadukt – 94 m lang, 15 m hoch, Cervaro \| ? m \| \| \| 97,0 \| Rakotule/Raccotole \| 209 m \| \| \| 98,6 \| Rakotule-Viadukt – 64 m lang, 20 m hoch \| ? m \| \| \| 102,0 \| Vižinada/Visinada[3] \| 269 m \| \| \| 105,0 \| Baldaši/Baldassi (nach 1918) \| 273 m \| \| \| 108,5 \| Labinci–Markovac/Santa Domenica[4] \| 201 m \| \| \| 111,0 \| Višnjan/Visignano \| 175 m \| \| \| 115,2 \| Nova Vas/Villanova di Parenzo \| 130 m \| \| \| 122,2 \| Poreč/Parenzo \| 4 m \| \| \| \| projektierte Fortführung bis Kanfanar/Canfanaro \| \| |                         |                                                                    |                                                    |
| ehemaliger Kopfbahnhof Streckenanfang | -0,8                    | Bahnhof Trieste Campo Marzio – St. Andrea (Campo Marzio) (ab 1906) | 3 m                                                |
| Abzweig geradeaus und ehemals von links |                         | nach Trieste Centrale Scalo (1887-1981)                            | nach Trieste Centrale Scalo (1887-1981)            |
| Dienststation / Betriebs- oder Güterbahnhof | 0,0                     | Trieste Campo Marzio Smistamento                                   | 3 m                                                |
| Abzweig geradeaus und nach links |                         | von Jesenice                                                       | von Jesenice                                       |
| Abzweig geradeaus und nach links |                         | von Trieste Centrale                                               | von Trieste Centrale                               |
| ehemaliger Bahnhof | 3,0                     | Triest – Holzhafen (Scalo Legnami) (nach 1918)                     | 4 m                                                |
| Dienststation / Betriebs- oder Güterbahnhof | 3,8                     | Triest – Servola (nach 1918)                                       | 8 m                                                |
| Abzweig ehemals geradeaus und nach links |                         | nach Aquilinia                                                     | nach Aquilinia                                     |
| Haltepunkt / Haltestelle (Strecke außer Betrieb) | 7,0                     | Monte Castiglione                                                  | 4 m                                                |
| Brücke über Wasserlauf (Strecke außer Betrieb) | 8,4                     | Rosandra                                                           | 6 m                                                |
| Haltepunkt / Haltestelle (Strecke außer Betrieb) | 8,7                     | Zaule/Žavlje – Val Rosandra                                        | 7 m                                                |
| Brücke über Wasserlauf (Strecke außer Betrieb) | 10,5                    | Ospo                                                               | 15 m                                               |
| Haltepunkt / Haltestelle (Strecke außer Betrieb) | 10,7                    | Muggia/Milje                                                       | 2 m                                                |
| Grenze (Strecke außer Betrieb) | 12,9                    | heutige Grenze Italien/Slowenien                                   | heutige Grenze Italien/Slowenien                   |
| Haltepunkt / Haltestelle (Strecke außer Betrieb) | 13,9                    | Spodnje Škofije/Scoffìe di Sotto                                   | 71 m                                               |
| Strecke von rechts · Haltepunkt / Haltestelle (Strecke außer Betrieb) | 16,8                    | Dekani/Villa Decani                                                | 20 m                                               |
| Brücke über Wasserlauf · Strecke (außer Betrieb) |                         | Rižana/Risana                                                      | Rižana/Risana                                      |
| Abzweig geradeaus und von rechts · Strecke (außer Betrieb) |                         | Hafengebiet von Koper                                              | Hafengebiet von Koper                              |
| Dienststation / Betriebs- oder Güterbahnhof · Strecke (außer Betrieb) |                         | Koper Tovorna                                                      | Koper Tovorna                                      |
| Abzweig nach links und von links · Kreuzung (Strecke geradeaus außer Betrieb) |                         | ca. 50 km von/nach Divača                                          | ca. 50 km von/nach Divača                          |
| Brücke über Wasserlauf · Brücke über Wasserlauf (Strecke außer Betrieb) | 17,8                    | Razbremenilnik und Rižana/Risana                                   | 5 m                                                |
| Strecke · Haltepunkt / Haltestelle (Strecke außer Betrieb) | 19,1                    | Lazzaretto Risano (ab 1909)                                        | 4 m                                                |
| Brücke über Wasserlauf · Strecke (außer Betrieb) |                         | Škocjanski zatok (Vogelschutzsumpfgebiet)                          | Škocjanski zatok (Vogelschutzsumpfgebiet)          |
| Kopfbahnhof Streckenende · Bahnhof (Strecke außer Betrieb) | 22,3                    | Koper Bhf. (neu + hist.)                                           | 3 m                                                |
| Haltepunkt / Haltestelle (Strecke außer Betrieb) | 24,1                    | Semedella                                                          | 2 m                                                |
| Brücke über Wasserlauf (Strecke außer Betrieb) | 28,2                    | Morar                                                              | 5 m                                                |
| Haltepunkt / Haltestelle (Strecke außer Betrieb) | 29,1                    | Izola/Isola d'Istria                                               | 6 m                                                |
| Tunnel (Strecke außer Betrieb) | 31,9                    | Šalet/Saletto – 213,5 m lang                                       | 64 m                                               |
| Haltepunkt / Haltestelle (Strecke außer Betrieb) | 34,4                    | Strunjan/Madonna di Strugnàno                                      | 7 m                                                |
| Brücke über Wasserlauf (Strecke außer Betrieb) | 34,6                    | Castrolago                                                         | 7 m                                                |
| Tunnel (Strecke außer Betrieb) | 35,4                    | Valeta (Lucan/Monte Luzzan) – 544 m lang                           | 54 m                                               |
| Haltepunkt / Haltestelle (Strecke außer Betrieb) | 36,6                    | Portorož/Portorose (ab 1904)                                       | 36 m                                               |
| Abzweig geradeaus und nach rechts (Strecke außer Betrieb) | 36,7                    | Anschluss an Straßenbahn nach Piran/Pirano (keine Gleisverbindung) | 36 m                                               |
| Strecke mit Straßenbrücke (Strecke außer Betrieb) | 37,0                    | alte Steinbrücke                                                   | 45 m                                               |
| Bahnhof (Strecke außer Betrieb) | 38,2                    | Lucija/Santa Lucia di Portorose                                    | 3 m                                                |
| Haltepunkt / Haltestelle (Strecke außer Betrieb) | 39,5                    | Paderno/San Bortolo di Portorose                                   | 25 m                                               |
| Bahnhof (Strecke außer Betrieb) | 42,1                    | Sečovlje/Sicciole                                                  | 5 m                                                |
| Brücke über Wasserlauf (Strecke außer Betrieb) | 43,5                    | Stara Dragonja                                                     | 5 m                                                |
| Grenze auf Brücke über Wasserlauf (Strecke außer Betrieb) | 44,5                    | Dragonja, Grenzfluss Slowenien/Kroatien                            | 5 m                                                |
| Haltepunkt / Haltestelle (Strecke außer Betrieb) | 47,9                    | Savudrija/Salvore                                                  | 101 m                                              |
| Strecke (außer Betrieb) | ,                       | projektierter Anschluss von/nach Umag/Umago                        | projektierter Anschluss von/nach Umag/Umago        |
| Haltepunkt / Haltestelle (Strecke außer Betrieb) | 52,1                    | Markovac/Markovaz                                                  | 116 m                                              |
| Haltepunkt / Haltestelle (Strecke außer Betrieb) | 53,9                    | Kaldanija/Caldania                                                 | 126 m                                              |
| Bahnhof (Strecke außer Betrieb) | 58,6                    | Buje/Buie                                                          | 173 m                                              |
| Haltepunkt / Haltestelle (Strecke außer Betrieb) | 61,9                    | Triban/Tribano                                                     | 223 m                                              |
| Tunnel (Strecke außer Betrieb) | 65,0                    | Villa Romana – 75 m lang                                           | 277 m                                              |
| Bahnhof (Strecke außer Betrieb) | 65,1                    | Grožnjan/Grisignana                                                | 285 m                                              |
| Tunnel (Strecke außer Betrieb) | 65,9                    | Grožnjan (Kalcini/Monte Calcini) – 179 m lang                      | 293 m                                              |
| Haltepunkt / Haltestelle (Strecke außer Betrieb) | 69,8                    | Kostanjica/Castagna                                                | 252 m                                              |
| Tunnel (Strecke außer Betrieb) | 70,0                    | Kostanjica – 88 m lang                                             | 240 m                                              |
| Haltepunkt / Haltestelle (Strecke außer Betrieb) | 72,7                    | Završje/Piemonte d'Istria                                          | 176 m                                              |
| Tunnel (Strecke außer Betrieb) | 72,9                    | Završje I – 35 m lang                                              | 161 m                                              |
| Tunnel (Strecke außer Betrieb) | 73,1                    | Završje II – 28 m lang                                             | 161 m                                              |
| Brücke (Strecke außer Betrieb) | 73,3                    | Završje-Viadukt – 62 m lang, 20 m hoch                             | 176 m                                              |
| Brücke (Strecke außer Betrieb) | 74,6                    | Antonci-Viadukt – 80 m lang, 25 m hoch                             | 185 m                                              |
| Brücke (Strecke außer Betrieb) | 76,1                    | Freski-Viadukt – 68,5 m lang, 30 m hoch                            | 174 m                                              |
| Tunnel (Strecke außer Betrieb) | 77,1                    | Freski – 146 m lang                                                | 155 m                                              |
| Haltepunkt / Haltestelle (Strecke außer Betrieb) | 77,8                    | Oprtalj/Pòrtole d'Istria                                           | 160 m                                              |
| Brücke (Strecke außer Betrieb) | 78,1                    | Oprtalj-Viadukt – 75 m lang, 25 m hoch                             | 158 m                                              |
| Bahnhof (Strecke außer Betrieb) | 85,1                    | Livade/Bagni San Stefano Levade                                    | 13 m                                               |
| Brücke über Wasserlauf (Strecke außer Betrieb) | 87,5                    | Mirna/Quieto                                                       | 13 m                                               |
| Bahnhof (Strecke außer Betrieb) | 89,7                    | Motovun/Montona                                                    | 114 m                                              |
| Tunnel (Strecke außer Betrieb) | 90,0                    | Motovun – 222 m lang                                               | 120 m                                              |
| Haltepunkt / Haltestelle (Strecke außer Betrieb) | 94,1                    | Karojba/Caroiba                                                    | 194 m                                              |
| |                         |                                                                    |                                                    |
| Strecke (außer Betrieb) | ,                       | proj. Anschluss von/nach Pazin/Pisino (Mitterburg)                 | proj. Anschluss von/nach Pazin/Pisino (Mitterburg) |
| Brücke über Wasserlauf (Strecke außer Betrieb) | 94,2                    | Kvar-Viadukt – 94 m lang, 15 m hoch, Cervaro                       | ? m                                                |
| Haltepunkt / Haltestelle (Strecke außer Betrieb) | 97,0                    | Rakotule/Raccotole                                                 | 209 m                                              |
| Brücke (Strecke außer Betrieb) | 98,6                    | Rakotule-Viadukt – 64 m lang, 20 m hoch                            | ? m                                                |
| Bahnhof (Strecke außer Betrieb) | 102,0                   | Vižinada/Visinada                                                  | 269 m                                              |
| Bahnhof (Strecke außer Betrieb) | 105,0                   | Baldaši/Baldassi (nach 1918)                                       | 273 m                                              |
| Bahnhof (Strecke außer Betrieb) | 108,5                   | Labinci–Markovac/Santa Domenica                                    | 201 m                                              |
| Bahnhof (Strecke außer Betrieb) | 111,0                   | Višnjan/Visignano                                                  | 175 m                                              |
| Haltepunkt / Haltestelle (Strecke außer Betrieb) | 115,2                   | Nova Vas/Villanova di Parenzo                                      | 130 m                                              |
| Bahnhof (Strecke außer Betrieb) | 122,2                   | Poreč/Parenzo                                                      | 4 m                                                |
| |                         | projektierte Fortführung bis Kanfanar/Canfanaro                    |                                                    |

Die Lokalbahn Triest–Parenzo (ital. Parenzana, slow./kroat. Porečanka, deutsch auch Parenzaner Bahn) war eine von 1902 bis 1935 betriebene, in 760 mm Spurweite ausgeführte Schmalspurbahn im heutigen Italien, Slowenien und Kroatien. Sie verlief von Triest über Koper/Capodistria, Izola/Isola, Portorož/Portorose sowie Buje/Buie bis Poreč/Parenzo und war im Endausbau geplant bis nach Kanfanar/Canfanaro.
Heutzutage wird die Trasse genutzt als multinationaler Radwanderweg, als sogenannter Weg der Gesundheit und Freundschaft.

## Geschichte

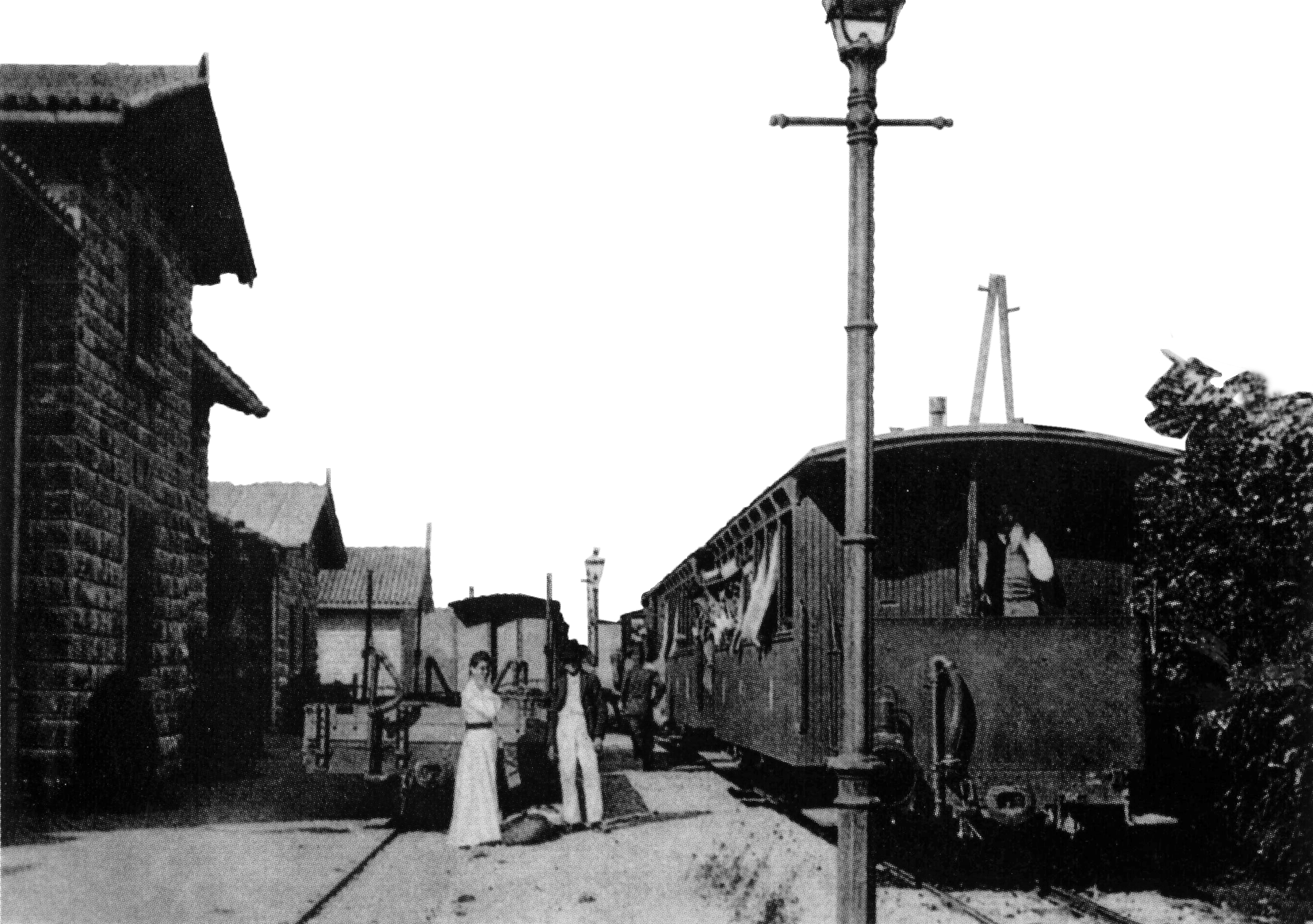
Zuggarnitur der Parenzaner Bahn im Bahnhof Capodistria/Koper (1905)

Bereits in den späten 1880er Jahren bildete sich in Parenzo ein Comité für den Bau einer Eisenbahn Triest–Parenzo, das im Oktober 1889 im istrischen Landtag ein Ansuchen um provinzseitige Unterstützung einbrachte. Im Herbst 1890 genehmigte das k.k. Handelsministerium das Ergebnis der auf Initiative der Firma Soenderop und Companie (Berlin) und Graf Peter Walderstein vorgenommenen Trassenrevision. 1895 wurde das Projekt vom Bauunternehmen Antonelli und Dreossi (Cervignano) übernommen, dessen Ingenieure im Herbst des Jahres Untersuchungen an der Strecke vornahmen. Im April 1896 wurde der Regierung das mit präliminierten Kosten verbundene Gesamtprojekt zur Genehmigung vorgelegt. Darin enthalten waren neben der von Triest nach Parenzo führenden schmalspurigen, als Dampftramway zu betreibenden Linie (119,6 km) die schmalspurige Strecke Parenzo–Canfanaro (34,6 km) sowie die normalspurige Schleppbahn Triest–Muggia–San Rocco (8,4 km). Auch die Weiterführung der Schlepp-/Flügelbahn von San Rocco zum Seelazarett San Bartolomeo (heute: Lazzaretto-San Bartolomeo, Muggia, ) war in Erwägung. Am 12. September 1896 besuchte k.k. Ministerpräsident Kasimir Felix Graf Badeni (1846–1909) Parenzo und sprach sich beim Festempfang im Landtagsgebäude nachdrücklich zugunsten des Baus der Bahn Triest–Parenzo aus. Am 25. September 1897 reichte der italienischsprachige Abgeordnete des Reichsrats in Wien Pierre Antonio Gambini (1845–1936), Führer der Italiener im Landtag von Istrien, zum Bau der Bahn einen Dringlichkeitsantrag ein (und erneuerte diesen im Herbst des Folgejahres). Im Oktober 1897 beauftragte das k.k. Eisenbahnministerium die k.k. Statthalterei in Triest mit der Vornahme der politischen Begehung der Strecke Capodistria–Buje.
Die Konzession für den Bau und Betrieb einer schmalspurigen Localbahn von Triest nach Parenzo, eventuell nach Canfanaro (mit Anschluss an die Zweigstrecke Divača-Pula als „Istrianische Staatsbahn“ an die historische Südbahn Wien–Triest), wurde am 15. April 1899 erteilt.
Im Dezember 1899 wurde die in Wien angesiedelte Aktiengesellschaft Localbahn Triest–Parenzo (Ferrovia locale Trieste–Parenzo) gegründet, auf deren Rechnung der vom k.k. Eisenbahnministerium im April 1900 ausgeschriebene Bau der Strecke Triest–Buje realisiert wurde (Ausschreibung Buje–Parenzo im Dezember des Jahres).
Ab dem 1. April 1902 wurde die Linie von den k.k. Staatsbahnen (kkStB) betrieben. Aus Protest gegen die zweisprachige Beschilderung (dreisprachige an den Bahnübersetzungen) entlang der Strecke boykottierten die italienischen Würdenträger durch ihr Fernbleiben die offizielle Einweihungsfeier. Am Tag der Eröffnung war die Strecke von Triest bis Buje mit insgesamt sieben den Gesamtverkehr bedienenden Stationen fertiggestellt (km 58,651), am 15. Dezember 1902 wurde die 63,552 km lange Reststrecke Buje–Parenzo mit weiteren sechs Stationen für den Gesamtverkehr der öffentlichen Nutzung übergeben.
Der Bahnhof Triest-St. Andrae (ital. Trieste-St. Andrea) war nur von 1902 bis 1906 Ausgangsbahnhof der Parenzana (Km 0,0). Am 23. Juli 1906 wurde der neue Staatsbahnhof Triest (offizielle Bezeichnung Triest k.k. St. B.) in Betrieb genommen und gleichzeitig der bisherige alte Bahnhof St. Andrae aufgelassen. Auch die Strecke der Schmalspurbahn wurde bis zum neuen Staatsbahnhof verlängert und begann im km −0,792 (0-Punkt blieb unverändert, daher negative Kilometrierung!). Erst ab 1919 benannte die FS den Staatsbahnhof in St. Andrea um, bis ab 1923 der auch heute noch gebräuchliche Name Campo Marzio eingeführt wurde.
Nach dem Zerfall Österreich-Ungarns im Oktober 1918 ging die Strecke an die italienische Staatsbahn Ferrovie dello Stato (FS) über. Die FS legten die Strecke am 31. August 1935 still. Ein kleiner Teil der Fahrzeuge wurde auf süditalienischen Schmalspurstrecken weiter verwandt.
Da die Bahnstrecke (für den Eventualfall) bis nach Kanfanar/Canfanaro konzessioniert worden war, trugen die Hektometersteine die Abkürzung TPC (für Triest–Parenzo–Canfanaro). Während der Planung der Eisenbahnlinie hatte man vor, die Strecke noch über Kanfanar hinaus bis Rovinj zu verlängern.

## Unfälle
Ein schweres Unglück mit drei Todesopfern sowie mehreren Verletzten ereilte die Bahn am Nachmittag des 31. März 1910. Es herrschte der starke nordöstliche Wind Bora mit Böen von über 160 km/h. Der aus sieben Waggons bestehende, mit etwa 180 Personen besetzte Zug wurde kurz nach der Abfahrt in Triest in der Nähe der Station Muggia von einer besonders starken Böe erfasst. Die Lokomotive blieb bis auf die Räder der Vorderachse in den Schienen stehen, während die Wagen umgeworfen bzw. übereinandergeschoben wurden.
Ein weiterer Unfall ereignete sich während des Ersten Weltkrieges, als ein Militärzug entgleiste und die beiden Lokomotiven U.21 und U.22 sowie alle Wagen umstürzten. Zwei Lokomotivführer verloren ihr Leben. Als Ursache wird Sabotage durch russische Kriegsgefangene vermutet.

## Streckenbeschreibung
Die Strecke nahm am Triester Staatsbahnhof (Stazione dello Stato, seit 1923 Campo Marzio (dt.: Marsfeld), auch bekannt als: St. Andrea bzw. Sant'Andrea) ihren Ausgang und führte über Muggia/Milje, Koper/Capodistria, Portorož/Portorose, Buje/Buie, Motovun/Montona bis nach Poreč/Parenzo. Ein Charakteristikum war die ausgesprochen steigungsreiche Streckenführung, welche lange Schleifenbildungen zur Höhengewinnung und demgemäß wenig attraktive Reisezeiten mit sich brachte. Vorrangige Aufgabe war also offensichtlich der Gütertransport.
Am Bahnhof Portorož/Portorose nahm die ebenfalls 760-mm-spurigen, am 30. Juni 1912 konzessionierten Straßenbahn nach Piran/Pirano (1912–1953) ihren Ausgang. Zuvor bestand 1909–1912 Anschluss an die Gleislose Bahn Pirano–Portorose. Trotz der übereinstimmenden Spurweite bestand niemals eine Gleisverbindung zwischen beiden Bahnen.

## Technische Daten
- Zahl der Bahnhöfe und Haltestellen: 36
- Tiefster Punkt: 2 m über dem Meeresspiegel (in Muggia und Koper)
- Höchster Punkt: 293 m über dem Meeresspiegel (nahe Grožnjan/Grisignana)
- Zahl der Kurven: 604
- Zahl der Tunnel: 9, Gesamtlänge 1530 m
- Zahl der Brücken: 11
- Zahl der Viadukte: 6
- Fahrzeit Triest (Bahnhof St. Andrea) – Parenzo: 6 h 55 min
- Durchschnittsgeschwindigkeit: 21,9 km/h

## Fahrplan

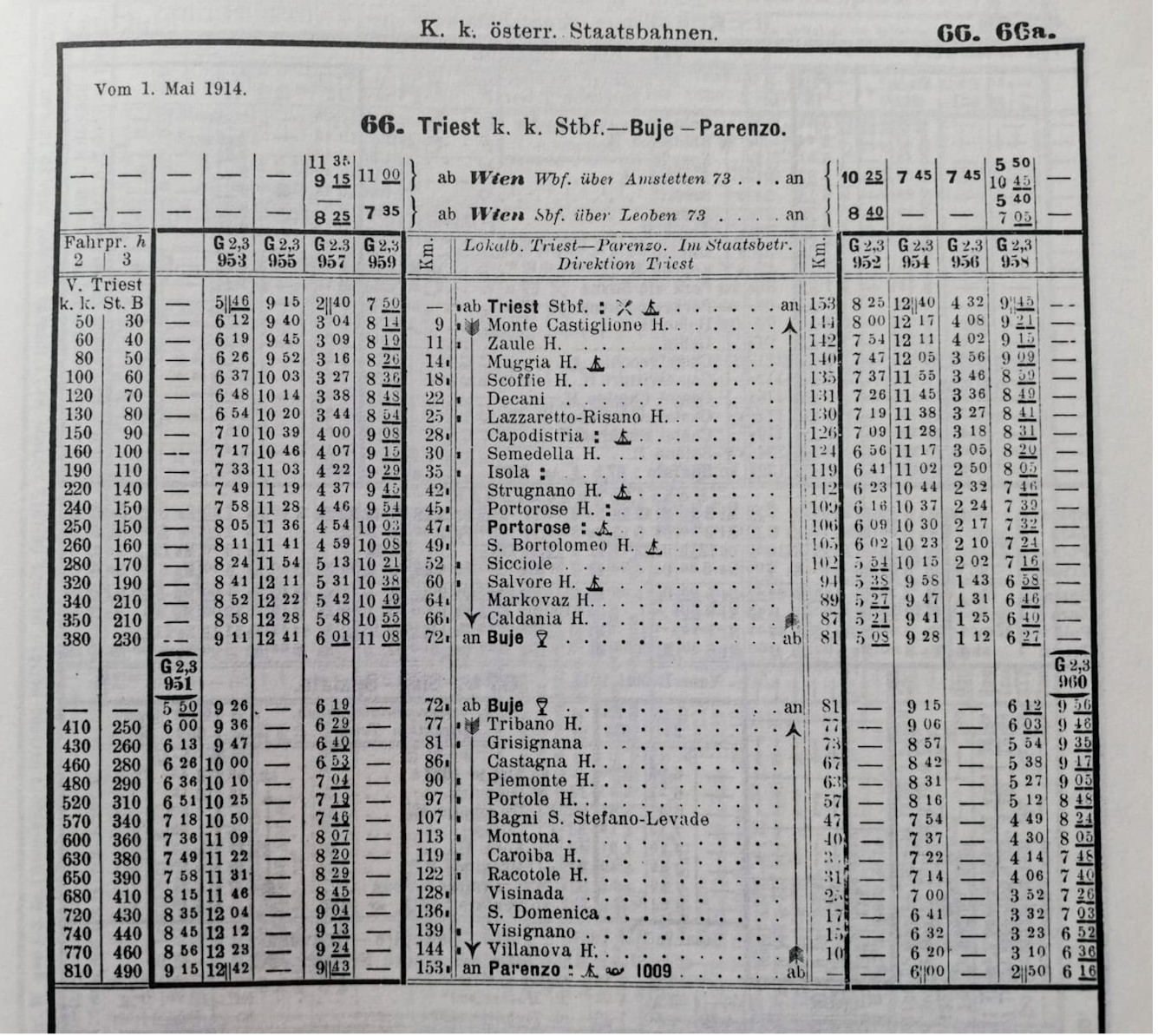
Fahrplanbild im Kursbuch Österreich-Ungarn von 1914

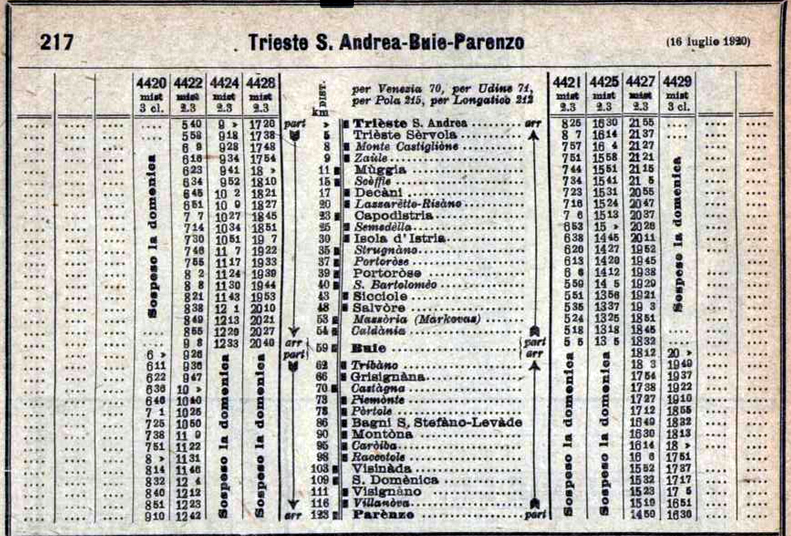
Fahrplanbild im italienischen Kursbuch von 1921

Die Strecke führte überwiegend durch wenig besiedeltes Gebiet. Demgemäß wurde nur ein sparsamer Fahrplan angeboten. Es fällt auf, dass das Angebot seitens der Italienischen Staatsbahn im Jahr 1921 mit jenem der k.k.Staatsbahnen von 1914 weitgehend übereinstimmt.

## Lokomotiven

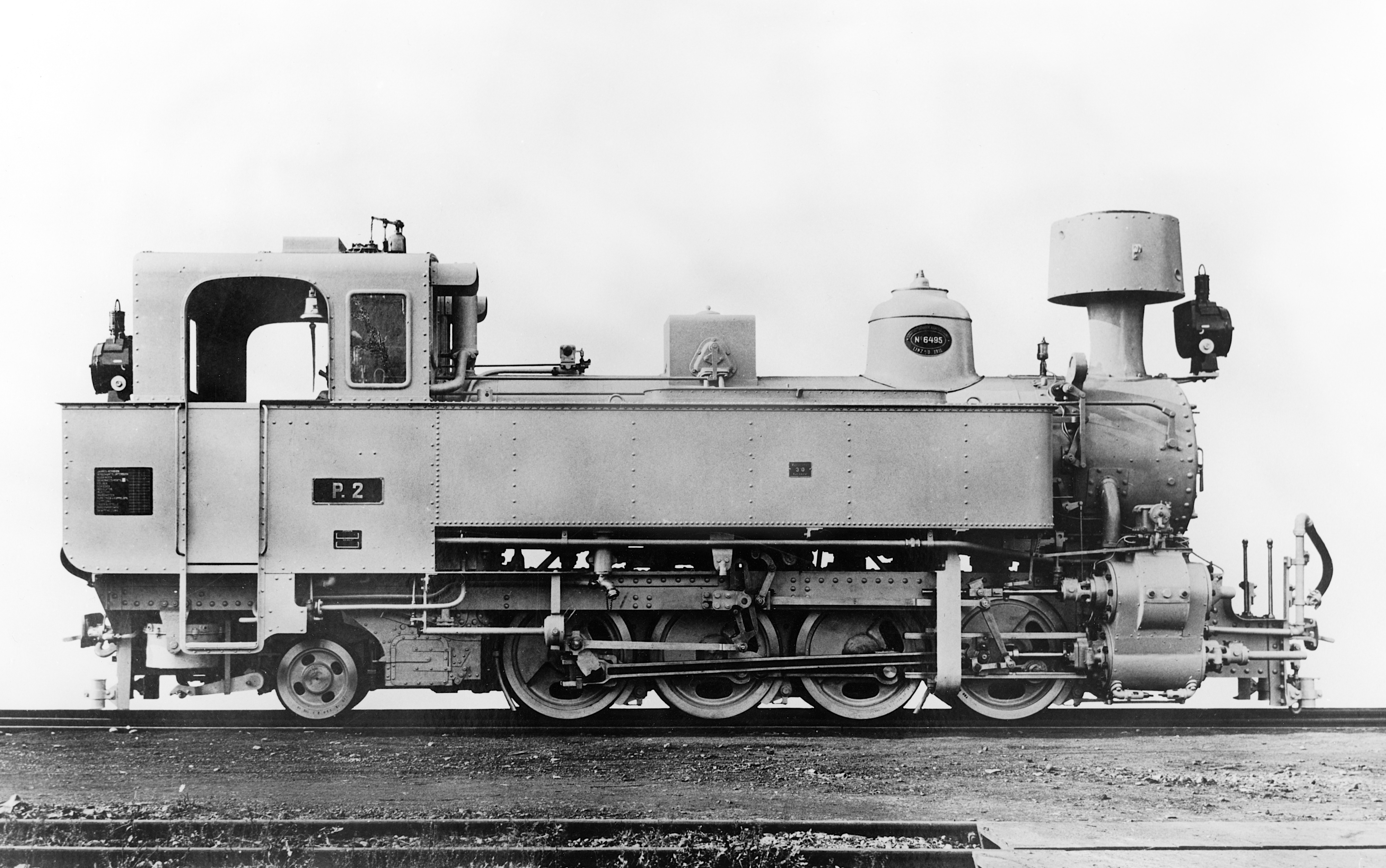
Lokomotive P.2 der kkStB, Werksfotografie (1911)

Wie auf den meisten altösterreichischen Schmalspurbahnen setzten die k.k. Staatsbahnen anfangs die Reihe U ein. Aus Leistungsgründen bestellte das Unternehmen bei der Lokomotivfabrik Krauss & Comp. Linz nach wenigen Betriebsjahren die Reihe P, bei der der Anfangsbuchstabe von Parenzo namensgebend war. 1903 wurde für die verkehrsschwachen Zeiten der Triebwagen KkStB 1/s.0 der Maschinenfabrik Komarek beschafft. Dieser soll aber auf der steigungsreichen Strecke überfordert gewesen sein und wurde deshalb 1906 an die Pinzgauer Lokalbahn weitergegeben.
Von den für die Parenzana gebauten Lokomotiven sind zwei Exemplare der Reihe U noch erhalten, davon die U.37 in Koper/Capodistria. Im Technikmuseum von Mailand befindet sich die von der Italienischen Staatsbahn bestellte P.7. Die im slowenischen Izola/Isola als Denkmal aufgestellte P.3 ist keine Originalmaschine der Parenzana, sondern stammt aus einem Nachbaulos der Österreichischen Bundesbahnen.
Nach Einstellung der Strecke wurden die vorhandenen Lokomotiven der Reihe U verschrottet, die Lokomotiven der Reihe P wurden teilweise auf die italienische Schmalspurweite von 950 mm umgespurt und auf süditalienische Schmalspurstrecken umstationiert.

## Artefakte
Trotz der langen Stilllegungsdauer finden sich in den slowenischen und kroatischen Abschnitten der ehemaligen Parenzana noch ungewöhnlich viele bauliche Reste (Artefakte), darunter Bahnhofsgebäude, Tunnel und Viadukte. Einer jüngeren Erhebung zufolge sollen noch 94 % der Anlagen im kroatischen Abschnitt völlig intakt sein. Fast alle ehemaligen Bahnhöfe an der Strecke sind noch vorhanden, zumeist als Wohnbauten genutzt, z. B. in Poreč, Motovun, Livade, Grožnjan, Buje (hier Nutzung als Autoreparaturwerkstatt). Mit geübtem Auge kann der Eisenbahnfreund diese ehemaligen Bahnhöfe gut erkennen, die einheitliche Bauweise ist markant.
Eine Kuriosität fällt an der ehemaligen Haltestelle bei Završje/Piemonte d’Istria auf: bei einem Umbau des Gebäudes zu einer Scheune hat man reichlich Kilometersteine und Hektometersteine mit TPC-Gravur (s. o.) aus z. T. weit entfernten Streckenabschnitten eingemauert. Auch noch gut zu erkennen und zu finden sind ehemalige Tunnel der Strecke, so bei Završje, wo durch die beiden kurzen Tunnel ein Feldweg verläuft. Andere Tunnel waren zeitweise (s. u.) vermauert (bei Grožnjan und bei Motovun), wo offenbar Pilzzuchten betrieben wurden. Ebenfalls bei Završje: ein geschwungenes Viadukt über eine tiefe Schlucht. Einschnitte und andere Kunstbauten sind im Gelände sehr gut zu erkennen.

## ProjektWeg der Gesundheit und Freundschaft
Ein Wiederaufbauprojekt als multinationaler Radwanderweg der Architekturfakultät der Universität Zagreb erhielt zwar mediale Aufmerksamkeit, über Medienberichte hinaus waren aber zunächst kaum Aktivitäten erkennbar.
Über einen Teil des heute in Kroatien liegenden Abschnittes führt die Route des Parenzana-Marathons, eines jährlich stattfindenden Mountainbikerennens.
Erst im Februar 2008 wurde mit dem Ausbau des Parenzana-Planums als Rad- und Wanderweg D-8 begonnen, maßgeblich gefördert mit Tourismus-Entwicklungsgeldern der EU. Die bisher gesperrten Tunnel bei Grožnjan und Motovun sind geräumt und können durchwandert bzw. durchfahren werden. Der Tunnel bei Freski hat Beleuchtung erhalten. Die Viadukte zwischen Završje und Livade wurden mit neuen verzinkten Geländern versehen, indem diese an die alten Laschen aus dem Jahr 1902 angeschraubt wurden.
Am Wochenende vom 10. zum 11. Mai 2008 fand zur Eröffnung ein „Radwandertag“ zwischen Grožnjan und Livade mit offiziellen Vertretern aus Kroatien und Italien statt.

### Aktuelle Situation

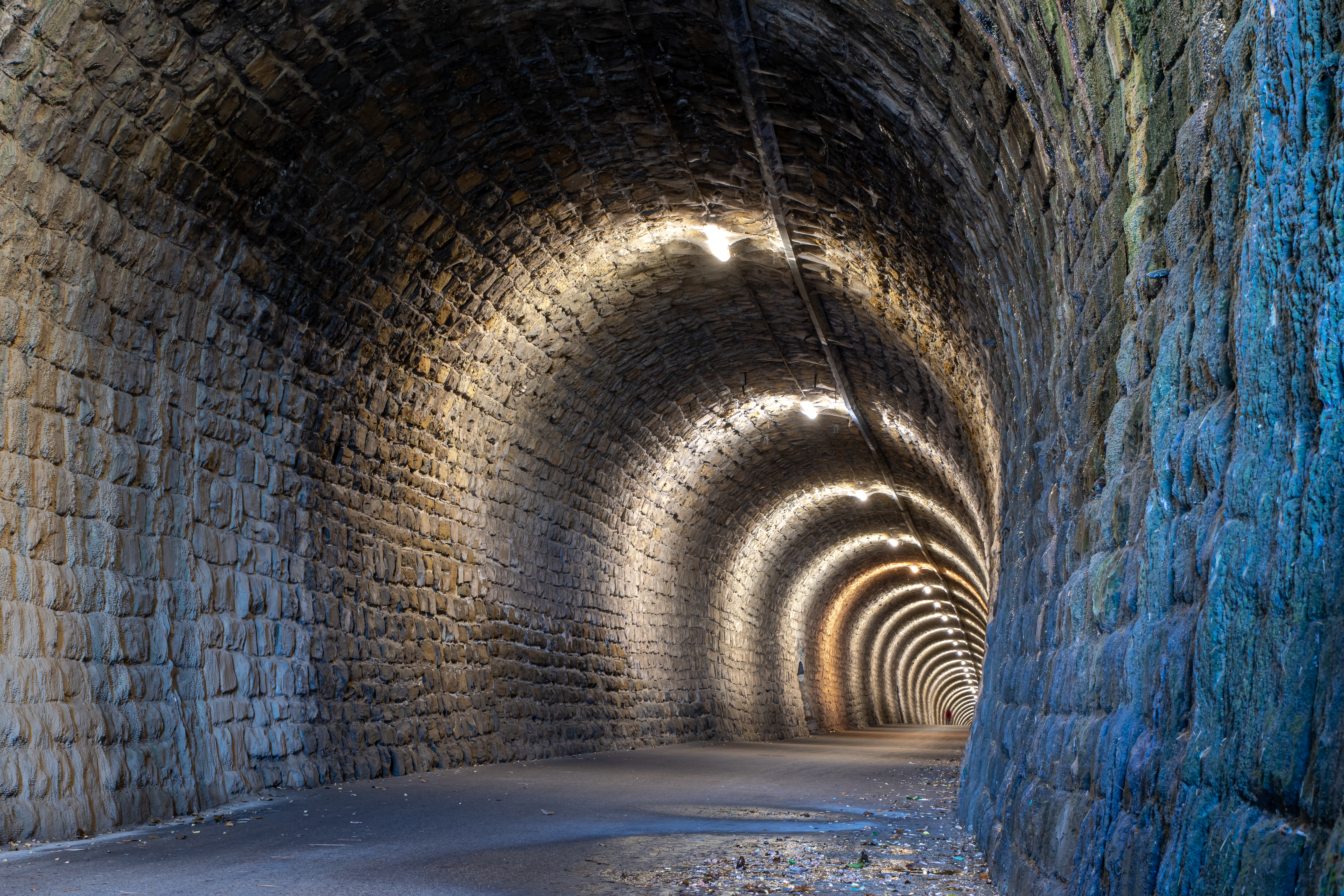
Tunnel Valetta als Rad- und Fußweg

Der Radweg ist ausreichend ausgeschildert und mit Mountain- oder Trekkingbikes gut befahrbar. Es befinden sich außerdem Rastplätze und Infotafeln neben der Strecke.
Ab dem Grenzübergang ist die Parenzana-Strecke in Slowenien als „D-8“ ausgeschildert und überwiegend asphaltiert. In Kroatien ist die Beschilderung des Radwegs durch gelbe Schilder mit dem Logo der Parenzana gegeben, allerdings kaum asphaltiert. In Izola (Weblink siehe unten) gibt es seit 2000 ein Eisenbahnmuseum mit dem Schwerpunkt Parenzana – es wird auch Deutsch gesprochen. Ein weiteres kleines Museum zu und an dieser Strecke findet sich seit dem 4. November 2007 in Livade (Kroatien), einem für die Suche von Trüffeln bekannten Ort. Der Wegeausbau auf kroatischer Seite ist noch nicht sehr weit vorangeschritten: für die Kies- oder Schotterwege empfiehlt sich besser die Mitnahme eines Mountainbikes.
Ein Lokmodell (der Lokomotive U20, die tatsächlich auf der Parenzaner Strecke fuhr) steht im Maßstab 1:1 in Vižinada/Visinada. Vorläufig endet dort die Ausschilderung der Wegstrecke etwa bei Kilometer 102, noch gut 20 km von Poreč/Parenzo entfernt – dies soll sich mit dem Ausbau in Phase II, die 2013 vollendet war, ändern. Im September 2017 war die Strecke bis zum Beginn von Poreč/Parenzo ausgeschildert, per Zufall kommt man auch am alten Bahnhof mit Infoschild vorbei (Ul. Nicole Tesle 24).
Will man von Poreč/Parenzo aus nach Triest fahren, findet man den Beginn der Radstrecke nahe der Ilirska ul. 21, an der Straße nach Kastellir, wo die Stadt östlich der Straße aufhört.